# Joseph-Chrétien Zwanziger
Joseph-Chrétien Zwanziger fue un filósofo nacido en Leutschau, Hungría,  en 1732 y muerto en 15 de marzo de 1808.

## Biografía
Zwanziger fue profesor de matemáticas y de filosofía en la universidad de Leipzig y enseñó en esta última ciudad hasta el día de su muerte.
Dejó escritas varias obras, sobre todo acerca la filosofía de Immanuel Kant, del que se declara su antagonista y adversario.

## Obras
- De eo quod libertatem et necessitatem interest, Leipzig, 1765, en 4.º.
- Examen dubiorum quorumdam, quibus libertatis et necessitatis nexus premitur, Leipzig, 1768, en 4.º.
- Doutes eleves contre certains aphorimes philosophiques de Platner, Leipzig, 1768, en 8.º.
- Théorie des stoïciens et des académiciens sur la perception et le probabilisme, d'après la doctrine de Cicéron, avec des remarques prises dans les philosophes anciens et modernes, Leipzig, 1788, en 8.º.
- Commentaire sur la critique de la pure raison pratique, par Kant, Leipzig, 1794, en 8.º.
- Emmanuelis Kantii constitutio metaphysica morum, è germanico in latinum idioma conversa, Leipzig, 1796, en 8.º.
- Examen impartial de la doctrine de Kant sur les idees et les antinomies, Leipzig, 1797, en 8.º.
- Religion du philosophe et son symbole, Dresde, 1799, en 8.º.